# Papad

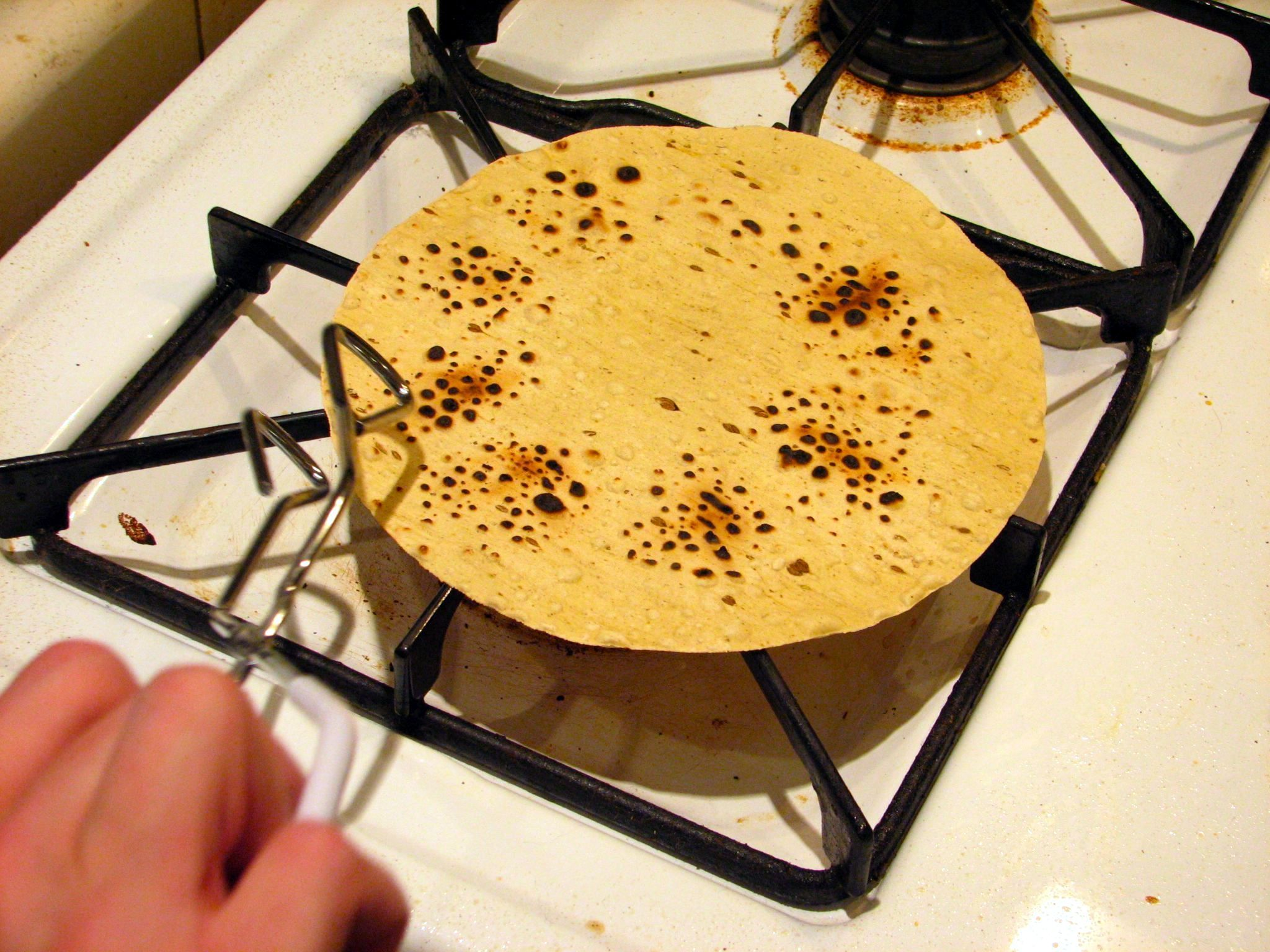
Opiekanie nad otwartym płomieniem, jeden ze sposobów przyrządzania.

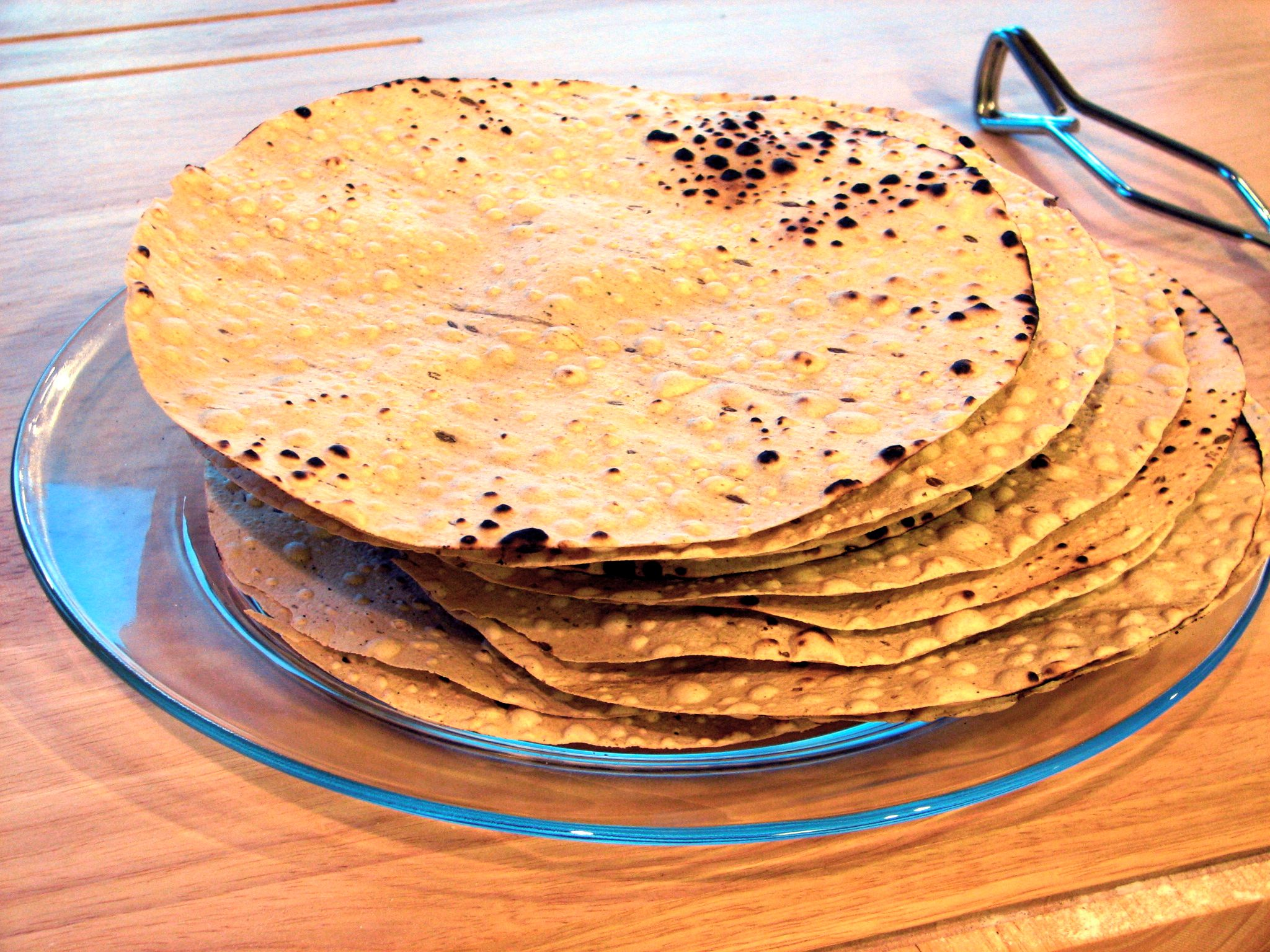
Stos pieczonych papadów, gotowych do spożycia.

Papad (wymowa: 'paapar; na dole podano alternatywne wersje nazwy) – cienki i chrupki indyjski naleśnik, zazwyczaj robiony z mąki z soczewicy, ciecierzycy, odmiany czarnej fasoli zwanej urad lub mąki ryżowej. W południowej Karnatace dodaje się również miąższ dżakfruita (owoc drzewa bochenkowego Artocarpus heterophyllus) oraz sago.
Do ciasta dodaje się sól i olej z orzeszków ziemnych oraz przyprawy, np. chili, kmin, czarcie łajno (asafetydę), czosnek lub pieprz.
Papad ma postać cienkiego, okrągłego naleśnika, podobnego do meksykańskiej tortilli, może być smażony, opiekany nad płomieniem, pieczony w piekarniku lub w mikrofalówce.
Papad serwuje się zazwyczaj podczas posiłku jako przystawkę bądź też jako niezależną przekąskę.

## Alternatywne nazwy
- papadam
- pappadam
- pappard
- pappadom
- pappadum
- popadam
- poppadam
- poppadom
- papad
- pappad
- appadum
- appalum
- appala